# ミツイ・レール・キャピタル
ミツイ・レール・キャピタル（Mitsui Rail Capital）は、三井物産とJA三井リースの合同設立会社で、鉄道車両のリースを行っている会社である。
アメリカのイリノイ州に本社を置くMitsui Rail Capital, LLC、ブラジルに本社を置き、南アメリカを営業区域とするMitsui Rail Capital Latin America、2004年に設立されたヨーロッパを区域とするMitsui Rail Capital Europeの3つの部門がある。2006年にシーメンスからディスポロック社（Dispolok）を買収した。